# 京都市立春日丘中学校
京都市立春日丘中学校（きょうとしりつ かすがおかちゅうがっこう）は、京都府京都市伏見区にある公立中学校。
部活動は、野球部、サッカー部、卓球部
バスケットボール部、バレー部、陸上部、
水泳部、ソフトテニス部、吹奏楽部
美術部、将棋部、ハンドメイキング部が
存在する。

## 沿革
- 1986年4月 - 京都市立醍醐中学校南分校が醍醐中学校の校内に開校
- 1986年7月 - 新設中学校の校舎が完成
- 1986年9月 - 校名を京都市立春日丘中学校に決定、新校舎の使用を開始
- 1987年4月 - 開校。開校式を挙行
- 1990年3月 - グラウンド北側に防球ネットを設置
- 1991年3月 - コンピューター教室を設置
- 1993年7月 - 会議室にエアコンを設置
- 1996年3月 - 開校グラウンドに防球ネットを設置

## 通学区域
以下の小学校区を通学区域とする。
- 京都市立日野小学校（全域）
- 京都市立春日野小学校（全域）

## アクセス
- 京都市営地下鉄東西線 石田駅下車

## 著名な出身者
- 小山翔吾 - 歌手

## 通学区域が隣接している学校
- 京都市立醍醐中学校
- 京都市立栗陵中学校
- 京都市立栄桜小中学校
- 宇治市立木幡中学校